# Rynias (Brzegi)
Rynias – przysiółek wsi Brzegi w Polsce, położony w województwie małopolskim, w powiecie tatrzańskim, w gminie Bukowina Tatrzańska.
W latach 1975–1998 przysiółek administracyjnie należał do województwa nowosądeckiego.
Przysiółek położony jest na polanie o tej samej nazwie.